# Dingalan
Dingalan è una municipalità di quarta classe delle Filippine, situata nella Provincia di Aurora, nella regione del Luzon Centrale.
Dingalan è formata da 11 baranggay:
- Aplaya
- Butas Na Bato
- Cabog (Matawe)
- Caragsacan
- Davildavilan
- Dikapanikian
- Ibona
- Paltic
- Poblacion
- Tanawan
- Umiray (Malamig)